# 사미르 가넴
사미르 가넴(아랍어: سمير غانم, 영어: Samir Ghanem, 1937년 11월 15일 ~ )은 이집트의 배우, 희극인이다. 게오르게 시돔(George Sidhom), 엘데이프 아메드(El Deif Ahmed)와 함께 3인조 스탠드업 코미디 극단 톨라티 아드와 엘마스라(Tholathy Adwa'a El Masrah)의 멤버로 활동했다. 배우인 도니아 사미르 가넴의 아버지이기도 하다.